# Логор Дретељ
Логор Дретељ био је концентрациони логор близу Чапљине који су формирале Хрватске одбрамбене снаге у периоду од 1992—1993. године током Рата у Босни и Херцеговини, где су смештани Срби, Муслимани и други нехрватски цивили.

## Логор
Логор је био смештен између Чапљине и Међугорја, у Херцеговини у 6 складишта која су некада припадали ЈНА. 
Кроз логор је прошло најмање 224 Срба - 140 мушкараца и 84 жене. Незаконито лишени слободе Срби су живели, под готово немогућим условима; многи су физички ликвидирани или су преживели али с тешко нарушеним здрављем. Свакодневна силовања и, уопште, сексуална иживљавања над Србима и над Српкињама, уз несхватљива понижавања готово немогуће смештајне и хигијенске услове и изгладњавање - логораша, била су у функцији етничког чишћења Срба из дела Херцеговине у коме се логор налазио и у функцији вршења геноцида над њима.
После распада ХОС-а у Херцеговини крајем 1992. Дретељ преузимају власти ХВО-а. Према оптужници Међународног суда за ратне злочине почињене на подручју бивше Југославије (ИЦТY), припадници ХВО-а су почели држати муслиманске мушкарце у логору од априла 1993. до априла 1994. Број заробљеника био је највећи 11. јула 1993., када је ХВО држала 2,270 Муслимана у затвору. Након тога, просечан број затвореника био је око 1,700.
У лето 1993. године, Хрватска Република Херцег-Босна и ХВО су провели акцију масовног хапшења муслиманских мушкараца у долини Неретве, укључујући и Муслимане који су служили у ХВО-у, те их затворила у логору Дретељ. Многи од затвореника су били цивили. Током августа и септембра 1993. ХВО-а су пуштали затворенике на слободу ако би склопили брак са Хрватицом или поседовали визу и гарантно писмо за напуштање
Услови у логору били су тешки и нездрави због пренатрпаности, лоше вентилације и мањка кревета. ХВО је давала затвореницима мало хране и воде. Било је такође, забележено да је ХВО повремено тукла, али и психички напастовала затворенике. Муслимани у изолованим ћелијама су били посебно премлаћивани и понижавани.

## Затварање логора
Постоје документи који јасно показују да је влада Хрватске Републике Херцег-Босне својим одлукама утемељила велике затворе на Хелиодрому, Габели, Дретељу, те друге логоре у Херцеговини, јер је на њима потпис др. Јадранка Прлића, након Дејтонске мировне конференције дугогодишњег министра спољних послова БиХ. Такве су тврдње упућивале на одговорност политичара Херцег Босне за ратни злочин. Пре свих на одговорност покојног Мате Бобана и Прелазне владе Јадранка Прлића, проглашене у мају 1993., након договора о спровођењу Венс-Овеновог плана за БиХ.
ЦНН је објавио репортажу снимљену у Дрежници, северно од Мостара, о стравичним сведочанствима неколицине Муслимана, управо пуштених из логора у Габели и Дретељу. Постојање хрватских логора у Херцеговини, тортуре и тешки услови живота хиљада логораша у два највећа логора под контролом ХВО-а, тако су постали вест дана. Хрватски министар спољних послова Мате Гранића затражио је од Мате Бобана и Прлића хитно затварање логора и пролаз за хуманитарне конвоје, о чему је средином јула 1993. у Макарској с муслиманском страном потписан посебан споразум.

## Тужбе за ратне злочине
Јадранко Прлић, Бруно Стојић, Слободан Праљак, Миливој Петковић, Валентин Цорић и Берислав Пушић су оптужени да су протеривали Србе и Муслимане из већински хрватских делова Босне и Херцеговине од новембра 1991. до маја 1994. Оптужница наводи да су заједно успоставили неколико затвореничких логора, међу њима логор Хелиодром и логор Дретељ, како би ухапсили и затворили хиљаде цивила.
Рефик Шарић је био један од муслиманских затвореника, а касније присилних сарадника стражара логора. Касније се преселио у Данску. Тамо је 23. новембра 1994. осуђен на осмогодишњи затвор због суделовања у 14 случајева мучења.
У марту 2010. суд у Ослу је прогласио чувара Мирсада Репака кривим за ратни злочин у логору против муслиманских и српских затвореника, углавном цивила.